# Junko Onishi
Junko Onishi (jap. 大西 順子 Onishi Junko; ur. 18 października 1974) – japońska pływaczka. Brązowa medalistka olimpijska z Sydney.
Zawody w 2000 były jej pierwszymi igrzyskami olimpijskimi. Zdobyła brąz w sztafecie 4x100 metrów stylem zmiennym. Wspólnie z nią płynęły Masami Tanaka, Sumika Minamoto i Mai Nakamura. Na mistrzostwach świata w 2001 zdobyła brąz na dystansie 100 m stylem motylkowym. Brała udział w igrzyskach olimpijskich w 2004.